# الانا مایر
الانا مایر (انگلیسی: Elana Meyer؛ زادهٔ ۱۰ اکتبر ۱۹۶۶) دونده ماراتن، و دونده دو استقامت اهل آفریقای جنوبی است.